# 渡瀬瑞基
渡瀬 瑞基（わたせ みずき、1991年2月6日 - ）は、日本のお笑い芸人、プロレスラー。吉本興業、ガンバレ☆プロレス所属。長野県山ノ内町出身。俳優の渡哲也、渡瀬恒彦兄弟は遠戚。

## 経歴
2010年
- お笑いコンビ「てのりタイガー」として活動開始。

2011年
- 歌って踊れるイケメンユニット「L.A.F.U」に、2000人以上のオーディションの中から選抜される。

2015年
- 5月31日、DDTプロレスリング後楽園ホール大会にてDDTへの入団が発表。よしもとクリエイティブ・エージェンシー（2019年6月から吉本興業）とDDTの2団体所属となる。
- 8月23日、DDT両国国技館大会にてプロレスラーデビュー。6人タッグ戦で、彰人のサソリ固めに敗北。
- 一時期、LiLiCoと交際していたが、9月25日の後楽園ホール大会でピリオドが打たれた模様。

2018年
- 入江茂弘に共闘を直訴し、ジェイソンザギフトキンケイドを加えたチーム"RENEGADES"を結成。

2020年
- 5月13日配信の大会にて、DDTのゲストコーチに就任した秋山準とタッグマッチで対戦（渡瀬のパートナーは岡谷英樹、秋山のパートナーは石井慧介）。試合後、秋山に一対一での対戦を要求。23日配信の大会で完敗を喫するも、辛口ながら一定の評価を与えられた。
- 7月、秋山準率いるユニット「秋山軍（仮）」（その後名称を「準烈」に決定）に加入。

2021年
- 5月5日、てのりタイガーの解散を発表。吉本興業には引き続き所属[3]。
- 11月25日、渡瀬本人の希望により、DDTプロレスリングからガンバレ☆プロレスに移籍[4]。

2022年
- 3月、キャプチャー・インターナショナルに参戦、同団体所属の野村直矢と新生「REAL BLOOD」を結成[5]（初代は2000年代に同団体で活動していた同名ユニット）する。
- 12月27日、ガンプロ後楽園ホール大会にてハートリー・ジャクソンに勝利し第4代スピリット・オブ・ガンバレ世界無差別級王座を獲得。

## 人物・エピソード

### 特徴
- 小学生の時よりプロレスが大好きであり、プロレスラーになることが目標だった。
- 特技はもちろんプロレスの技である。他には料理が上手く、色々な料理を作ることができる。手押し相撲も特技の1つであり、棚橋弘至に勝利したこともある。
- ガリガリ君を非常に早く食べる事ができ、約6秒ほどで完食する。

### お笑い芸人として
- お笑いコンビてのりタイガーとして活動をしている相方は村潤之介。芸風としてはプロレス技を決めることである。
- 単独での活動ではライブなどを行ったりもしている。
- 2022年、吉野恵悟主宰によるプロレス大喜利トーナメント（プロレスに関するお題に、お笑い芸人とプロレスラーが大喜利で対決する。）にプロレスラーとして出場、第1回戦の大和ヒロシ戦にて敗退[6]。

## 得意技
ヴェネチアン
リストクラッチ式変形みちのくドライバーII。
バックドロップ
てのりタイガー・スープレックス
相手の背中に手を当てる佐山聡式。
ドロップキック
ミサイルキック
ザ・グレート・サスケのサスケ・スペシャルⅩVer.10.2　セグウェイ（物まね禁止）と同レベルの高角度からコーナー・トゥー・コーナー・ドロップキックまで多彩な飛距離と角度で使いこなす。
腕極め式DDT
デビュー当初から使用。
顔面ウォッシュ
カーフ・ブランディング
エルボー・バット

## タイトル歴
ガンバレ☆プロレス
- 第4代スピリット・オブ・ガンバレ世界無差別級王座
- 第3代スピリット・オブ・ガンバレ世界タッグ王座（パートナーは入江茂弘）

DDTプロレスリング
- 第28代KO-D6人タッグ王座(パートナーは樋口和貞&岩崎孝樹)
- 第11代キング・オブ・ダーク王座
- 第1459代アイアンマンヘビーメタル級王座

## 入場曲
- D-Drive

## 出演

### テレビ
- 「それってどんなヒト?」捜査バラエティ Gメン99（TBS、2014年9月9日）
- ダウンタウンのガキの使いやあらへんで! 大晦日SP『絶対に笑ってはいけない青春ハイスクール24時!』（日本テレビ、2019年12月31日 - 2020年1月1日） - 保護者会メンバー
- 心はロンリー気持ちは「…」FINAL（フジテレビ、2024年4月26日）- 謎の覆面男役

### 舞台
- DDTドラマティックドリームシアターDNA組「櫻農カプリチオ～櫻ヶ丘農業高等学校狂想曲～」（2018年7月5日 - 7日、東京・千本桜ホール） - 小早川凌空 役